# Tabell
En tabell är en överskådlig uppställning av fakta, uppdelad i rader och kolumner och ofta försedd med rubrik. Vanligen utgörs tabeller av beskrivande fakta som kan uttryckas med siffror, men även texttabeller förekommer.

## Historik

Avståndstabell över europeiska städer, från 1600-talet, Skoklosters slott.

Tabeller är sedan länge ett hjälpmedel i bokföring och beräkningsarbete, exempelvis lertavlor från sumererna kring år 2000 f.Kr. med multiplikationstabeller och inverterade tal. Dessa användes eftersom det var lättare att multiplicera med inverterade tal än att dividera med ett tal, och slutresultatet blir detsamma. När bankväsende, handel, sjöfart, folkräkning och naturvetenskaper som astronomi utvecklades, ökade behovet av matematiska tabellverk (uppslagstabeller, engelska lookup tables). 
Den skotske matematikern John Napier gav år 1614 ut den första kända logaritmtabellen. Sådana tabeller möjliggör att multiplikation kan ersättas av addition, vilket kan göra beräkningarna avsevärt enklare.
Den engelske matematikern och uppfinnaren Charles Babbage utvecklade år 1822 en prototyp till sin differensmaskin, som var försedd med utskriftsmöjligheter. Målsättningen var att producera navigationstabeller genom beräkning av polynom med hjälp av differensmetoden. 
Inom folkbokföring utvecklas vid tidigt 1600-tal en föregångare till relationsdatabasen, där en rad tabeller sammanlänkas med korsreferenser eller index, exempelvis födelsebok, dödsbok, flyttlängd och husförhörslängd. På så sätt kan man följa en individ och en släkt genom olika tider och orter, och upprätta släktträd ("antavlor") och stamtavlor.

## Olika typer av tabeller
En tabell kan exempelvis innehålla enkla statistiska data, enligt följande:
| Art      | Artnamn         | Förekomst  |
| -------- | --------------- | ---------- |
| Azurmes  | Parus cyanus    | tillfällig |
| Blåmes   | Parus caeruleus | allmän     |
| Entita   | Parus palustris | sällsynt   |
| Lappmes  | Parus cinctus   | sällsynt   |
| Svartmes | Parus ater      | allmän     |
| Talgoxe  | Parus major     | allmän     |
| Talltita | Parus montanus  | allmän     |
| Tofsmes  | Parus cristatus | allmän     |

En tabell kan också innehålla bilder, för att tydliggöra eller lätta upp faktamängden:

Vidare är det också möjligt att kombinera tabeller med diagram, i det fall de båda kompletterar varandra: